# De ratelrat
De ratelrat is het tiende boek uit de reeks Grijpstra en De Gier, geschreven door Janwillem van de Wetering.

Het is in 1984 uitgegeven door Bruna, en werd in 1986 verfilmd door Wim Verstappen onder de gelijknamige titel. Een Amerikaanse versie verscheen onder de titel The Rattle Rat, en deze werd in het Frans vertaald onder de titel Comme un rat mort. Een Duitse vertaling verscheen onder de titel Rattenfang.
Voor zijn boek pleegde Van de Wetering in april 1984 research bij de gemeentepolitie van Leeuwarden en op de plaatselijke veemarkt. De politieman Eldor Janssen nam Van de Wetering mee op surveillance, eiste voor de grap een rol in het boek, en kreeg die ook.

## Verhaal
Een verhaal met een hoog Fries gehalte. De in Menaldum geboren agent Doeke Algra heeft in de Amsterdamse binnenstad flink doorgedronken in het café van de eveneens Friese Jelle Troelstra, een oud-Oostfrontstrijder. Midden in de nacht ziet hij aan het Oosterdok iets branden. De volgende ochtend wordt een uitgebrand bootje gevonden door Waling Wiarda, ook een Fries. In het bootje ligt het verkoolde lijk van Douwe Scherjoen, een Friese veehandelaar uit Dingjum. Grijpstra en De Gier volgen het spoor naar Friesland. Ze worden ingekwartierd in een huis in Leeuwarden, eigendom van adjudant Oppenhuizen, onder voorwaarde dat ze op zijn rat passen. In tegenstelling tot de in Harlingen geboren Grijpstra en de in Joure geboren commissaris, is De Gier geen Fries en doet hij niet echt mee. Wel gaat hij Fries leren en citeert hij al snel uit Thús is de maggi op, en oare ferhalen (1981) van de Friese schrijfster Hylkje Goïnga.

De zaak wordt nog ingewikkelder als de commissaris achter het plan komt voor een overval op de Leeuwarder veemarkt, Scherjoen ook met Chinezen in heroïne bleek te handelen, en Cardozo midden op de Afsluitdijk in een vuurgevecht van twee rivaliserende Chinese benden terechtkomt. En toch wordt uiteindelijk alles duidelijk.

## Trivia
Het boek werd op 12 november 1984 gepresenteerd in restaurant Sea Palace te Amsterdam. Oud-commissaris Gerard Toorenaar kreeg het eerste exemplaar aangeboden.